# Шател Монтањ
Шател Монтањ (фр. Châtel-Montagne) насеље је и општина у централној Француској у региону Оверња, у департману Алије која припада префектури Виши.
По подацима из 2011. године у општини је живело 409 становника, а густина насељености је износила 11,11 становника/km². Општина се простире на површини од 36,81 km². Налази се на средњој надморској висини од 530 метара (максималној 972 m, а минималној 331 m).

## Демографија
| 1962. | 1968. | 1975. | 1982. | 1990. | 1999. | 2011. |
| ----- | ----- | ----- | ----- | ----- | ----- | ----- |
| 420   | 572   | 501   | 426   | 400   | 373   | 409   |

График промене броја становника у току последњих година